# Vittaria microlepis
Vittaria microlepis là một loài dương xỉ trong họ Pteridaceae. Loài này được Hieron. mô tả khoa học đầu tiên năm 1915.
Danh pháp khoa học của loài này chưa được làm sáng tỏ. 